# Blandine Bellavoir
Blandine Bellavoir, née le 2 mars 1984 à Malestroit dans le Morbihan, est un mannequin et une actrice française. 
Elle est notamment connue pour ses rôles de Sonia Escudier dans la série Plus belle la vie, d'Angèle dans la série Maison close et d'Alice Avril dans la série Les Petits Meurtres d'Agatha Christie.

## Biographie
Blandine Bellavoir grandit à Guérande (Loire-Atlantique) où elle étudie au lycée Galilée.
Elle commence sa carrière en tant que mannequin pour L'Oréal.
En janvier 2008, France 3 lui demande d'incarner dans Plus belle la vie, sa série fétiche, le personnage de Sonia Escudier, petite amie de Maxime Robin (Julien Oliveri). Elle quitte la série en 2009.
De 2010 à 2013, elle joue le rôle d'Angèle dans la série Maison close. En mai 2012, il est révélé qu'elle, Samuel Labarthe et Élodie Frenck formeront le nouveau trio de la série Les Petits Meurtres d'Agatha Christie, à la suite du départ d'Antoine Duléry et Marius Colucci.
En 2021, elle joue le rôle de Christine Villemin dans une série consacrée à l'affaire Grégory. Fin 2024, Blandine Bellavoir incarne une femme de chambre, Cathou, dans la série Fortune de France, réalisée par Christopher Thompson et adaptée du roman éponyme, écrit par Robert Merle.

### Vie privée
Elle est en couple avec Arnaud Perron, comédien, réalisateur et producteur français, rencontré en 2014 dans un épisode des Petits Meurtres d’Agatha Christie. En 2019, Blandine Bellavoir donne naissance à leur enfant. Elle souffre d'une dépression post-partum, qui durera quatre ans,. Elle décrira cette dépression de « dépression souriante », c'est-à-dire paraître heureux, sourire de façade, tandis que l'on souffre psychologiquement,.

## Théâtre
- 2002 : Il faut que le sycomore coule... de Jean-Michel Ribes
- 2003 : Après la pluie, mise en scène de Sergi Belbel
- 2004 : Cabaret extravagant, Méchant, Déraisonnable...
- 2006 : Vol au-dessus d'un nid de coucou, mise en scène de D. Wasserman et P. Ganga
- 2006 : Le Marchand de Venise de William Shakespeare
- 2007 : Carine, ou la jeune fille folle de son âme, mise en scène de F. Crommelynck et J-L. Bihoreau
- 2008 : Le Médecin malgré lui de Molière
- 2008 : Les Trois Mousquetaires, mise en scène d'Alexandre Dumas et B. Kerautret
- 2008 : La Jeunesse des mousquetaires
- 2009 : Edgard et sa bonne d'Eugène Labiche
- 2009 : Ruy Blas de Victor Hugo
- 2010 : Le Misanthrope de Molière, mise en scène de Dimitri Klockenbring
- 2024 : Chers parents d'Emmanuel Patron et Armelle Patron, théâtre de Paris

## Filmographie

### Cinéma

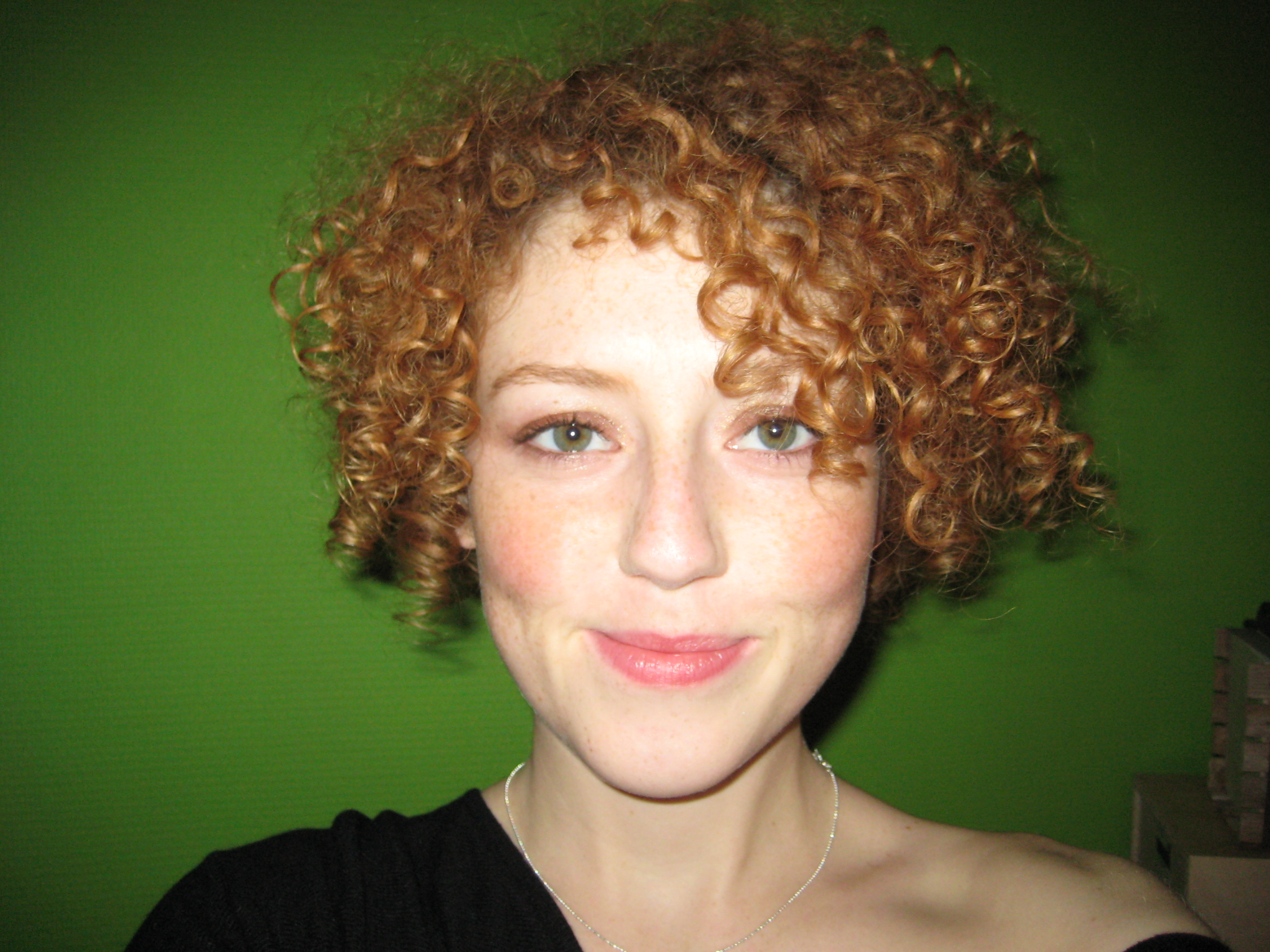
Blandine Bellavoir à Paris en 2012.

- 2007 : Cherche fiancé tous frais payés d'Aline Issermann : Paloma
- 2010 : Film Socialisme de Jean-Luc Godard : Voix de femme
- 2010 : Carton rouge, court métrage de Jean-Marie Lantez
- 2013 : Soir de fête, court métrage de David Robert : Chloé
- 2017 : Bonne Pomme de Florence Quentin : Marylou
- 2019 : Edmond d'Alexis Michalik : Suzon

### Télévision
- 2008 - 2009 : Plus belle la vie (série télévisée) : Sonia Escudier (saisons 4 à 6 : 123 épisodes)
- 2010 - 2013 : Maison close (série télévisée) : Angèle
- 2010 : Les Méchantes, téléfilm de Philippe Monnier : Mariette
- 2011 : Les Geeks (série télévisée) : Charline
- 2011 : Les Petits Meurtres d'Agatha Christie (série télévisée) : Albertine (épisode 1.08 : Le Flux et le Reflux)
- 2012 : Week-end chez les toquées (série télévisée) (épisode 4)
- 2012 : Une famille formidable (série télévisée) : Claire (2 épisodes : 9.01 et 9.03)
- 2012 : RIS police scientifique (série télévisée) : Béatrice Favart (épisode 7.04 : Magie noire)
- 2013 : L'Attaque (série télévisée) : Agnès Bailly
- 2013 - 2020 : Les Petits Meurtres d'Agatha Christie (série télévisée) : Alice Avril, journaliste
- 2014 : La Trouvaille de Juliette de Jérôme Navarro : Pascaline
- 2015 : Elles... Les Filles du Plessis de Bénédicte Delmas : Dominique
- 2015 : Cherif (saison 3, épisode 6 : Chantages) : Céline Archambault
- 2018 : Insoupçonnable d'Éric Valette : Marion Glazer
- 2018 : Mémoire de sang d'Olivier Guignard : Camille Gallois
- 2019 : Myster Mocky présente, épisode Un rôle en or de Jean-Pierre Mocky
- 2020 : Avis de Tempête de Bruno Garcia : Julie Meynard
- 2020 : Coup de foudre à Bangkok de Chris Briant : Laura Brunel
- 2021 : Une affaire française de Christophe Lamotte : Christine Villemin
- 2021 : Les Bois maudits de Jean-Marc Rudnicki : Justine Verard
- 2022 : Et toi, c'est pour quand ? de Caroline et Éric du Potet : Charlotte
- 2023 : Les Bracelets rouges, nouvelle génération : Joyce
- 2024 : Les Mystères du Clos des Lilas de Lorenzo Gabriele : Anna Lidman
- 2024 : Fortune de France de Christopher Thompson  : Cathou

### Publicités
- L'Oréal

## Distinctions

### Théâtre
- 2010 : Prix Jeunes metteurs en scène du Théâtre 13 (Prix du public et Prix du jury)[10] pour Le Misanthrope, Théâtre 13

### Littérature
- Coup de cœur Parole Enregistrée et Documents Sonores 2020 de l’Académie Charles-Cros pour la lecture de L’Humanité en péril, virons de bord, toute ! de Fred Vargas, proclamé le 13 septembre 2020 au Jardin du Musée Jean de la Fontaine à Château-Thierry[11]